# Laurepa pilosa
Laurepa pilosa är en insektsart som först beskrevs av Bolívar, I. 1888.  Laurepa pilosa ingår i släktet Laurepa och familjen syrsor. Inga underarter finns listade i Catalogue of Life.